# Route nationale 675
Pour les articles homonymes, voir Route 675.
La route nationale 675, ou RN 675, est une ancienne route nationale française reliant Contres à Brantôme.
À la suite de la réforme de 1972, la RN 675 a été déclassée en RD 675 en Loir-et-Cher, en Indre-et-Loire, la Vienne, la Haute-Vienne et la Dordogne et en RD 975 dans l'Indre.
Depuis 2006, elle est devenue RD 775 en Indre-et-Loire.

## Ancien tracé de Contres à Brantôme

### Ancien tracé de Contres à Bellac (D 675, D 775 & D 975)
Les communes traversées étaient :
- Contres, commune déléguée du Controis-en-Sologne ;
- Couddes ;
- Saint-Romain-sur-Cher ;
- Noyers-sur-Cher ;
- Saint-Aignan ;
- Nouans-les-Fontaines ;
- Villedômain ;
- Châtillon-sur-Indre ;
- Azay-le-Ferron ;
- Martizay ;
- Lureuil ;
- Pouligny-Saint-Pierre ;
- Le Blanc ;
- La Trimouille ;
- Le Dorat ;
- Bellac.

### Ancien tracé de Bellac à Brantôme (D 675)
Les communes traversées étaient :
- Mortemart ;
- Saint-Junien ;
- Rochechouart ;
- Vayres ;
- Saint-Mathieu ;
- Champniers-et-Reilhac ;

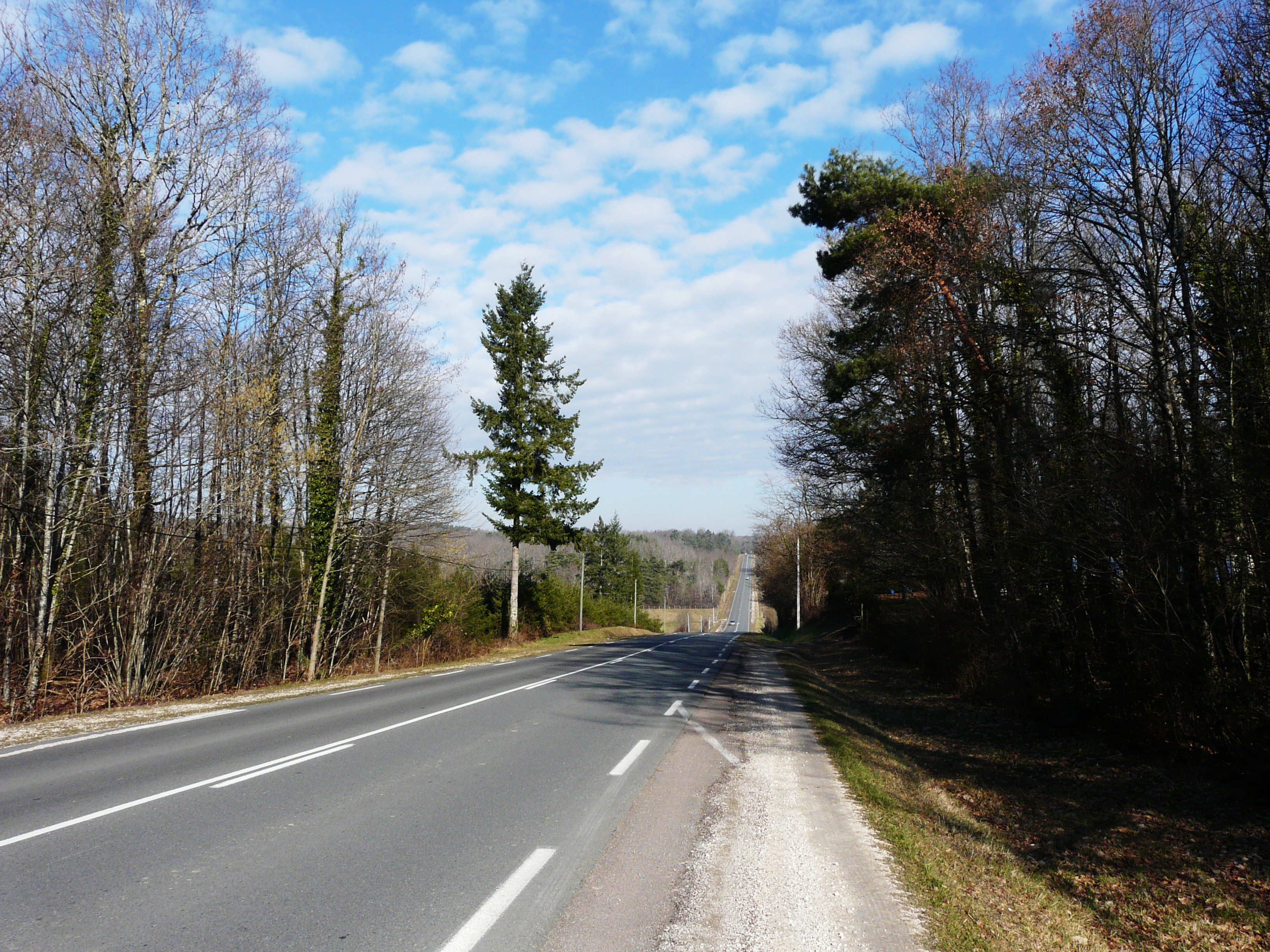
La RD 675 en Périgord vert au sud de Nontron.

- Pluviers, commune de Piégut-Pluviers ;
- Augignac ;
- Nontron ;
- Saint-Martial-de-Valette ;
- Brantôme, commune déléguée de Brantôme en Périgord.